# Spannungswandler (Energietechnik)

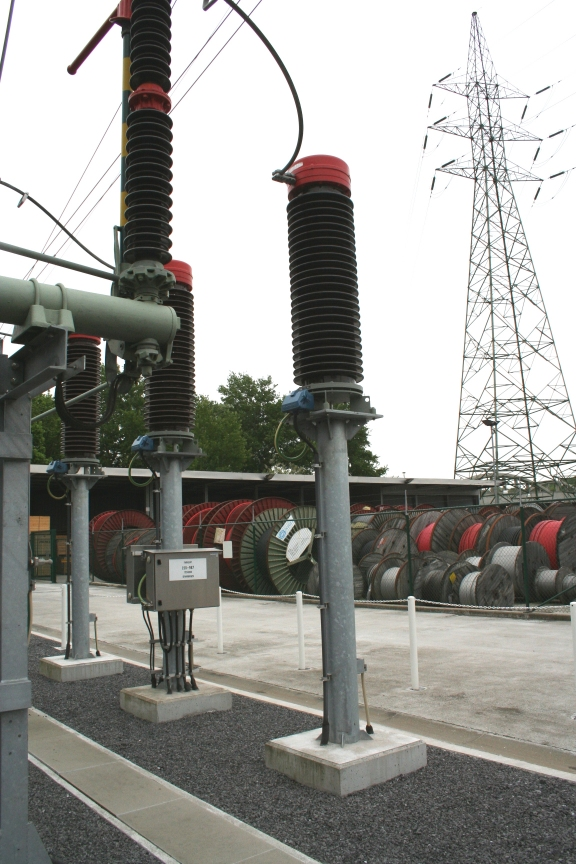
Kapazitiver Spannungswandler von 150 kV auf 100 V in einer Freiluftschaltanlage

Ein Spannungswandler im Bereich der elektrischen Energietechnik ist ein Gerät zum Messen oder Transformieren von hohen Wechselspannungen.
Spannungswandler wandeln die zu messende hohe Spannung proportional auf eine geringere Spannung, zum Beispiel Nennspannung 100 V. Diese ungefährlichere Spannung wird an Spannungsmessgeräte, Energiezähler und ähnliche Geräte übermittelt. Wenn es auf eine hohe Genauigkeit ankommt (für den Regelbetrieb nahe um die Netzspannung, für die sie ausgelegt sind), werden sie als Spannungswandler für Messzwecke oder Messwandler ausgeführt.
Alternativ liefern Spannungswandler ihr Messsignal an elektrische Schutzeinrichtungen und Steuerungen. Wenn es auf einen großen Messbereich ankommt (auch weiter entfernt von der Netzspannung), werden sie als Spannungswandler für Schutzzwecke ausgeführt.
Spannungswandler werden als induktive (transformierende) und als kapazitive (spannungsteilende) Wandler hergestellt, letztere für Nennspannungen bis mindestens 765 kV
Spannungswandler werden im Stromnetz in Umspannwerken und in Kraftwerken eingesetzt.

## Ausführungen

### Induktive Spannungswandler
Induktive Spannungswandler sind grundsätzlich wie Transformatoren aufgebaut. Sie bestehen aus einer Primärwicklung, welche mit der zu messenden Spannung elektrisch verbunden ist, und einer Sekundärwicklung, welche galvanisch getrennt ist, aus Sicherheitsgründen jedoch einseitig geerdet zu den angeschlossenen Geräten führt. Für die messtechnische Anwendung weisen Spannungswandler einige konstruktive Besonderheiten auf, um kleine Abweichungen im Übersetzungsverhältnis und kleine Fehlwinkel in der Phasenverschiebung zwischen Primärspannung und Sekundärspannung einzuhalten. Die phasengetreue Übertragung ist wichtig, um gemeinsam mit Stromwandlern die Wirkleistung und Blindleistung korrekt erfassen zu können. Die Sekundärseite kann mit einer Bürde abgeschlossen sein, deren Wert von der Leistung des Wandlers abhängt, und im Bereich von einigen 10 Ω bis zu einigen 10 kΩ reicht.
Spannungswandler sind primärseitig für die Messung entweder zwischen zwei Spannung führenden Leitern (Außenleitern) oder zwischen einem Leiter und Erde ausgelegt. Im ersten Fall ist die Primärwicklung komplett gegen Erde isoliert. Für die Spannungsmessung an einem einzelnen Außenleiter gegen Erde ist ein Ende der Primärwicklung geerdet und der Wandler besitzt nur einen Hochspannungsanschluss. Es gibt einphasige Ausführungen und dreiphasige für das Dreiphasenwechselstromnetz.
Die Sekundärwicklung ist bei beiden Ausführungen aus Sicherheitsgründen und wegen kapazitiver Ableitströme einseitig geerdet. Je nach konkretem Modell sind weitere sekundärseitige Wicklungen vorgesehen, welche beispielsweise der Überwachung gegen Erdschlüsse im Drehstromnetz dienen. Hierzu werden diese Hilfswicklungen der drei Wandler für die drei Außenleiter im Dreieck geschaltet, so dass sich die Spannungen bei Fehlerfreiheit zu null addieren.

### Kapazitive Spannungswandler

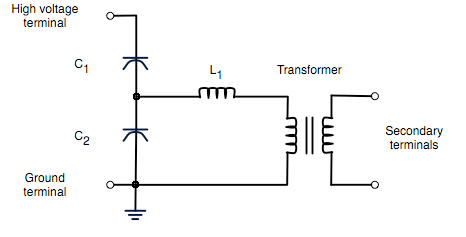
Schaltung eines kapazitiven Spannungswandlers mit nachgeschaltetem induktivem Wandler

Insbesondere im Bereich von Hoch- und Höchstspannungen über 100 kV kommen kapazitive Spannungswandler zur Anwendung. Der Grund liegt darin, dass die Isolationsfestigkeit bei hohen Spannungen sich nur mit großem Aufwand im Transformator bzw. hohen Kosten sicherstellen lässt. Daher wird, wie in nebenstehender Schaltung dargestellt, ein kapazitiver Spannungsteiler auf der Hochspannungsseite vorgesehen. Der in der Schaltung eingezeichnete hochspannungsfeste Kondensator C1 ist im Inneren des Isolationskörpers untergebracht und mit der zu messenden Spannung Up verbunden. Dieser Kondensator kann auch aus einer Reihenschaltung mehrerer einzelner Kondensatoren bestehen, um die Spannungsfestigkeit der gesamten Anordnung zu erhöhen. C2 kann auch außerhalb des Wandlerkörpers untergebracht werden.
Am Verbindungspunkt der Kondensatoren steht eine kleine, besser verarbeitbare Spannung Ut zur Verfügung
{\displaystyle {U_{t}}={U_{p}}\cdot {\frac {C_{1}}{C_{1}+C_{2}}}}
Die geteilte Spannung enthält jedoch die im Netz vorkommenden Überspannungsimpulse. Daher und auch wegen möglicher Isolationsfehler wird bei Netzanwendungen neben einer optionalen Transformation (siehe Bild) vorher ein Überspannungsschutz vorgesehen.
Die Spule L1 dient  dem Schutz des Transformators und der Entkopplung der TFH-Signale
Kapazitive Spannungswandler werden neben Messzwecken auch zur Feststellung der Spannungsfreiheit eingesetzt. Umgekehrt können solche einfachen kostensparenden kapazitiven Wandler zur Spannungsmessung nachgerüstet werden.

### Weitere Wandler
Neben ausschließlichen Spannungs- und Stromwandlern gibt es auch kombinierte Ausführungen, welche Spannungs- und Stromwandler in einem Gehäuse zusammenfassen und einen kompakten Anlagenaufbau erlauben.

## Kennzeichen für den Betrieb

### Bemessungsspannung
Zu jeder wählbaren primären Bemessungsspannung liegt das Übersetzungsverhältnis des Spannungswandlers so fest, dass die sekundäre Bemessungsspannung einen einheitlichen Wert annimmt. Dieser hängt ab von der gängigen Praxis und beträgt in Europa oft 100 oder 110 V. Für einphasige Wandler zum Einsatz zwischen Leiter und Erde im Drehstromnetz sind auch um den Faktor {\displaystyle 1/{\sqrt {3}}} kleinere Werte vorgesehen.

### Bemessungsleistung
Die Belastbarkeit der Spannungswandler wird durch die Bemessungsleistung angegeben. Dafür sind Werte zwischen 1 und 10 VA bei ohmscher Belastung genormt und zwischen 10 und 100 VA bei induktiver Belastung bei einem Leistungsfaktor 0,8. Bei Eigenstromversorgung der Schaltanlagen können es bis zu einige 100 VA sein. Die Bemessungsleistung, bis zu der die Genauigkeitsanforderungen des Wandlers garantiert werden, ist zu unterscheiden von der thermischen Bemessungsgrenzleistung, bis zu der er belastet werden kann, ohne Schaden zu nehmen. Im Gegensatz zu Stromwandlern dürfen die Sekundäranschlüsse niemals kurzgeschlossen werden.

### Genauigkeitsanforderungen
Die Spannungsmessabweichung wird als relative Größe definiert durch 
{\displaystyle \varepsilon ={\frac {k_{\mathrm {r} }\,U_{\mathrm {s} }-U_{\mathrm {p} }}{U_{\mathrm {p} }}}\cdot 100\;\%}
mit {\displaystyle k_{\mathrm {r} }} = Bemessungsübersetzung laut Spezifikation, {\displaystyle U_{\mathrm {p} }} = tatsächliche primäre Spannung, {\displaystyle U_{\mathrm {s} }} = tatsächliche sekundäre Spannung, wenn {\displaystyle U_{\mathrm {p} }} unter Messbedingungen anliegt.
Für Angaben zu Fehlergrenzen sieht die Normung Genauigkeitsklassen vor. Bei einem einphasigen induktiven Wandler für Messzwecke sind das die Klassen 0,1 – 0,2 – 0,5 – 1,0 und 3,0. Beispielsweise sind in Klasse 0,5 eine Spannungsmessabweichung bis 0,5 % und ein Fehlwinkel bis 20' zulässig, und zwar für jede Spannung zwischen 80 und 120 % der Bemessungsspannung. Außerdem muss die Bürde in einem festgelegten Bereich liegen.
Bei einem Wandler für Schutzzwecke sind die Klassen 3P und 6P spezifiziert. Beispielsweise sind in Klasse 3P eine Spannungsmessabweichung bis 3 % und ein Fehlwinkel bis 120' zulässig, und zwar von 5 bis 120 % der Bemessungsspannung, je nach Netz und Erdungsbedingung bis 190 %. Bei 2 % der Bemessungsspannung sind die zulässigen Grenzwerte doppelt so hoch. Zusätzlich müssen diese Wandler einer Genauigkeitsklasse für Messzwecke zugeordnet sein.